# Giuseppe Bonandrini
Giuseppe Bonadrini (Casnigo, 5 febbraio 1867 – Piazzatorre, 17 marzo 1940) è stato un poeta italiano.

## Biografia
Nativo di Casnigo, si laurea in medicina all'Università di Pavia e diviene medico condotto. Nel 1892 conosce a Brembilla Bortolo Belotti, altro importante poeta bergamasco, e nel 1894 torna a Casnigo quando si libera un posto come medico. Ottiene in seguito l'incarico di medico condotto a Piazzatorre e qui, per il fatto di doversi spostare sontinuamente a piedi da una frazione all'altra, ottenne l'epiteto di "dottore camminatore".
Negli anni Venti il Belotti lo introduce negli ambienti del Ducato di Piazza Pontida di Bergamo, fondato nel 1924. Dopo la scomparsa del primo duca Rodolfo Paris nel 1928, il Bonandrini gli succede con il nome di Pichetù I.
Va in pensione pochi anni prima della sua morte, rinunciando a un lavoro a Valbondione.
Abile pianista e amante di Gaetano Donizetti, della sua attività letteraria rimangono una collana di sonetti e una traduzione dell'episodio di Capaneo dalla Divina Commedia, entrambi in dialetto bergamasco. Le tematiche dei suoi testi, raccolti una prima volta dal figlio Ferdinando e poi ancora da Umberto Zanetti negli anni Ottanta, hanno temi variegati, dalla sua attività lavorativa, alla caccia, sua grande passione, al ricordo del suo paese natale.